# Antiguas Oficinas de la Fábrica Refracta
Las Antiguas Oficinas de la Fábrica Refracta son un edificio ubicado en la calle Marqués del Turia 2, esquina calle Azorín, en Cuart de Poblet (Valencia). Estas oficinas formaban parte del edificio de la fábrica Refractarios Españoles S.A., conocida como Refracta, que fabricaba productos cerámicos refractarios desde finales de 1940. La catalogación como Bien de Relevancia Local se encuentra en tramitación por parte de la Generalitat Valenciana desde 9 de julio de 2009 con número de identificación 46.102-9999-000005.

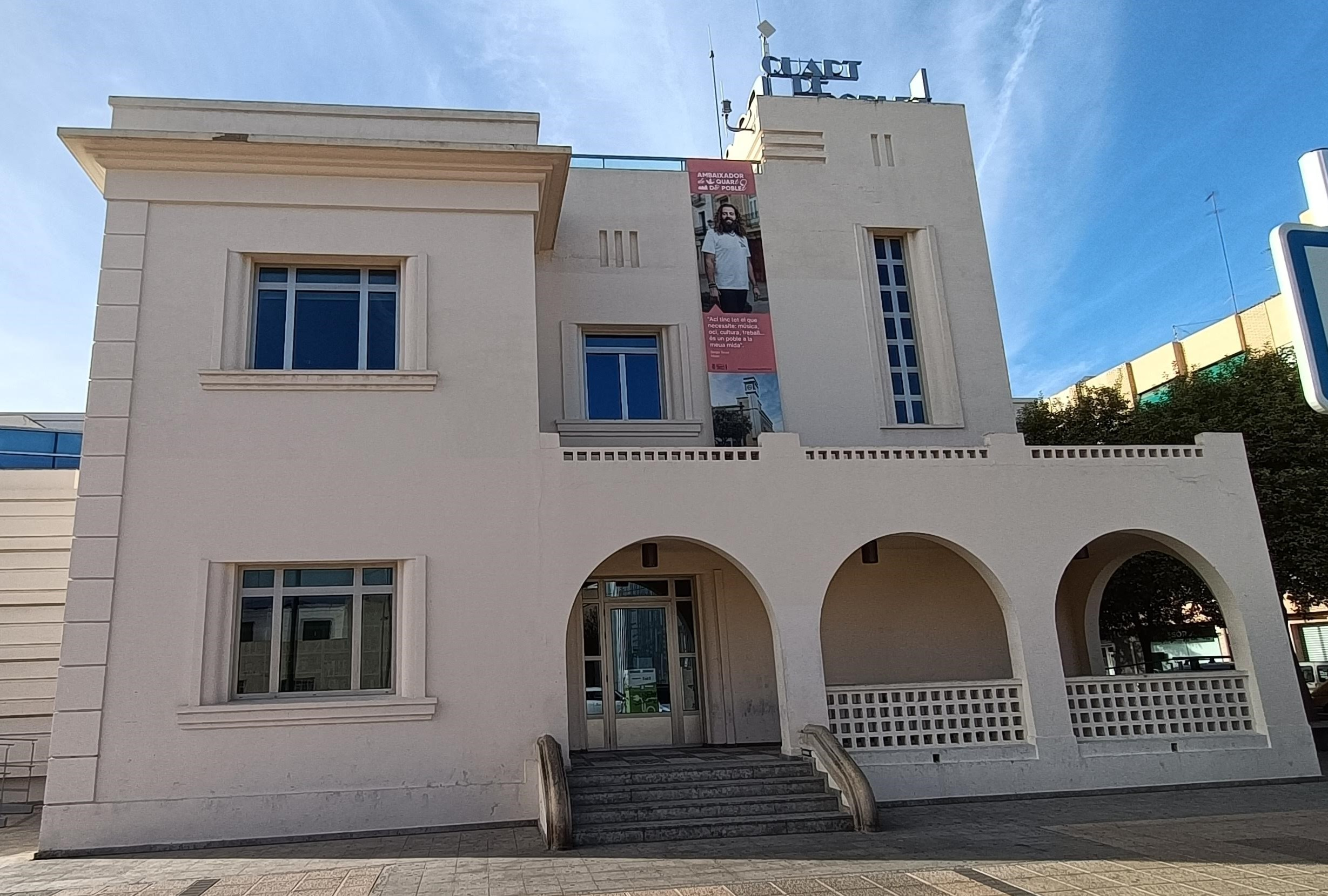
Edificio original Antiguas Oficinas Refracta

## Historia
La fábrica Refracta, situada en suelo de uso primitivo industrial desde el 20 de diciembre de 1940, ocupaba una superficie de 3000 metros cuadrados. El edificio es de estilo racionalista con toques de Art Déco, obra del arquitecto Salvador Vila. La factoría se instaló junto a la estación del tren de Cuart de Poblet y estuvo en funcionamiento desde 1941 hasta 2006 fecha en que fue trasladada al polígono industrial Poyo de Reva en Ribarroja del Turia, donde sigue en funcionamiento. 
La industria se dedicaba a la fabricación de ladrillos refractarios que consistía en la creación de ladrillos macizos mediante relleno de un molde y golpeo para prensarlo. Este golpeo se hacía oír en las proximidades urbanas y consolidadas a tan solo 200 metros del propio Ayuntamiento. 
La fábrica Refracta tiene sus orígenes en la fábrica de ladrillos refractarios y tejas, conocida como La Tejerona (fábrica), también llamada La Teyerona y después como Refracta, ubicada en Langreo, Asturias.  Fundada en el siglo XIX y en funcionamiento hasta finales del XX. La Tejerona fue la primera factoría española en fabricar ladrillos refractarios. Con el paso de los años, su razón social pasó a Refractarios Especiales (Refracta) con sede en Cuart de Poblet, Valencia.

## Descripción
El edificio original de las oficinas es un cuerpo de dos plantas con cubierta plana y que, formado por un conjunto de volúmenes adosados, se alza sobre un zócalo de mampostería de bolos. Desde el punto de vista arquitectónico, el edificio es muestra significativa del racionalismo de la época con toques de Art Déco, configurando así el conjunto a partir de la forma cúbica y dotándolo de una gran funcionalidad.
Sin embargo, ante la necesidad de más espacio se ha alzado otro módulo de construcción moderna incorporado una cornisa plana en voladizo igual a la de las oficinas, como elemento más significativo de su estilo racionalista, utilizándose los colores y acabados de la antigua construcción para integrar ambas edificaciones de manera armónica. La carpintería metálica se asemeja lo máximo posible a la que había originalmente en el edificio de Refracta y las molduras se integran también con el diseño del edificio rehabilitado.
En la construcción actual se ha conservado tanto en el interior como en la terraza exterior el pavimento de mosaico Nolla original, producido en la ya desaparecida fábrica de Miguel Nolla (Meliana) considerado un sinónimo de lujo y calidad. El mosaico se retiró tesela a tesela, fue trasladado a un taller para limpiarlo, restaurarlo, y posteriormente colocado de nuevo. También se ha preservado la balaustrada de madera tipo Déco de la escalera principal.

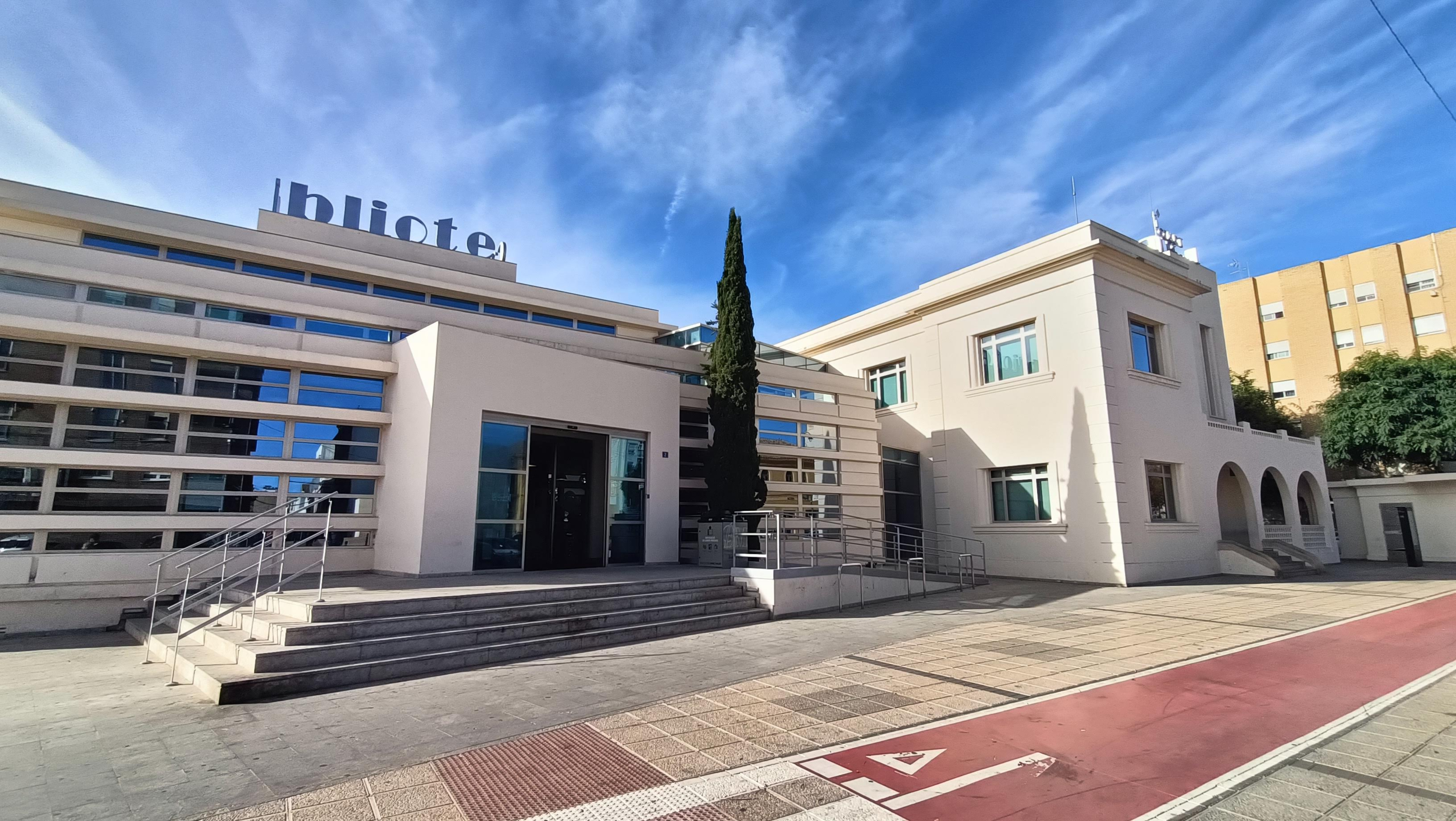
Módulo  nuevo y Antiguas Oficinas Refracta.
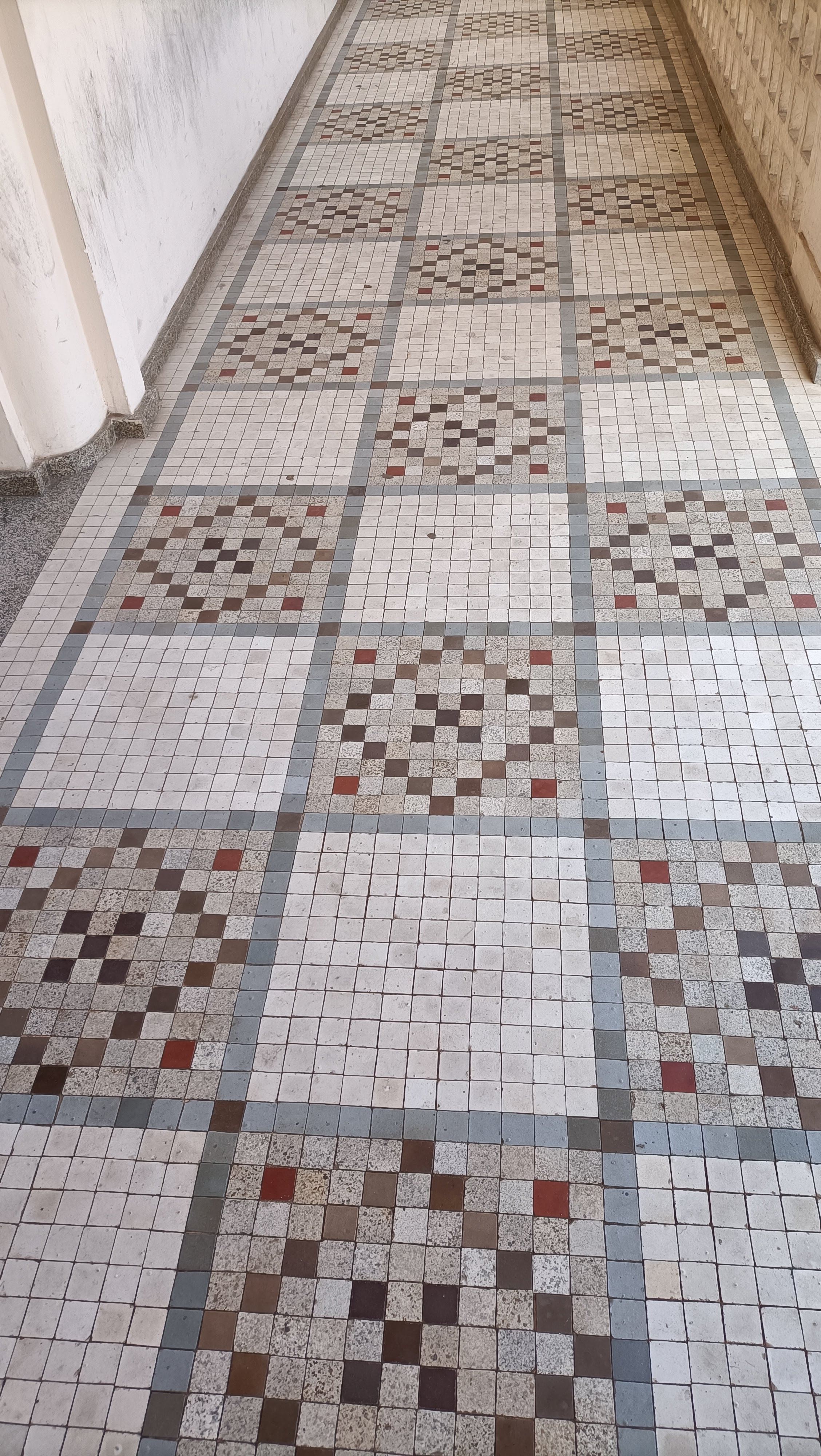
Mosaico Nolla restaurado en el interior.
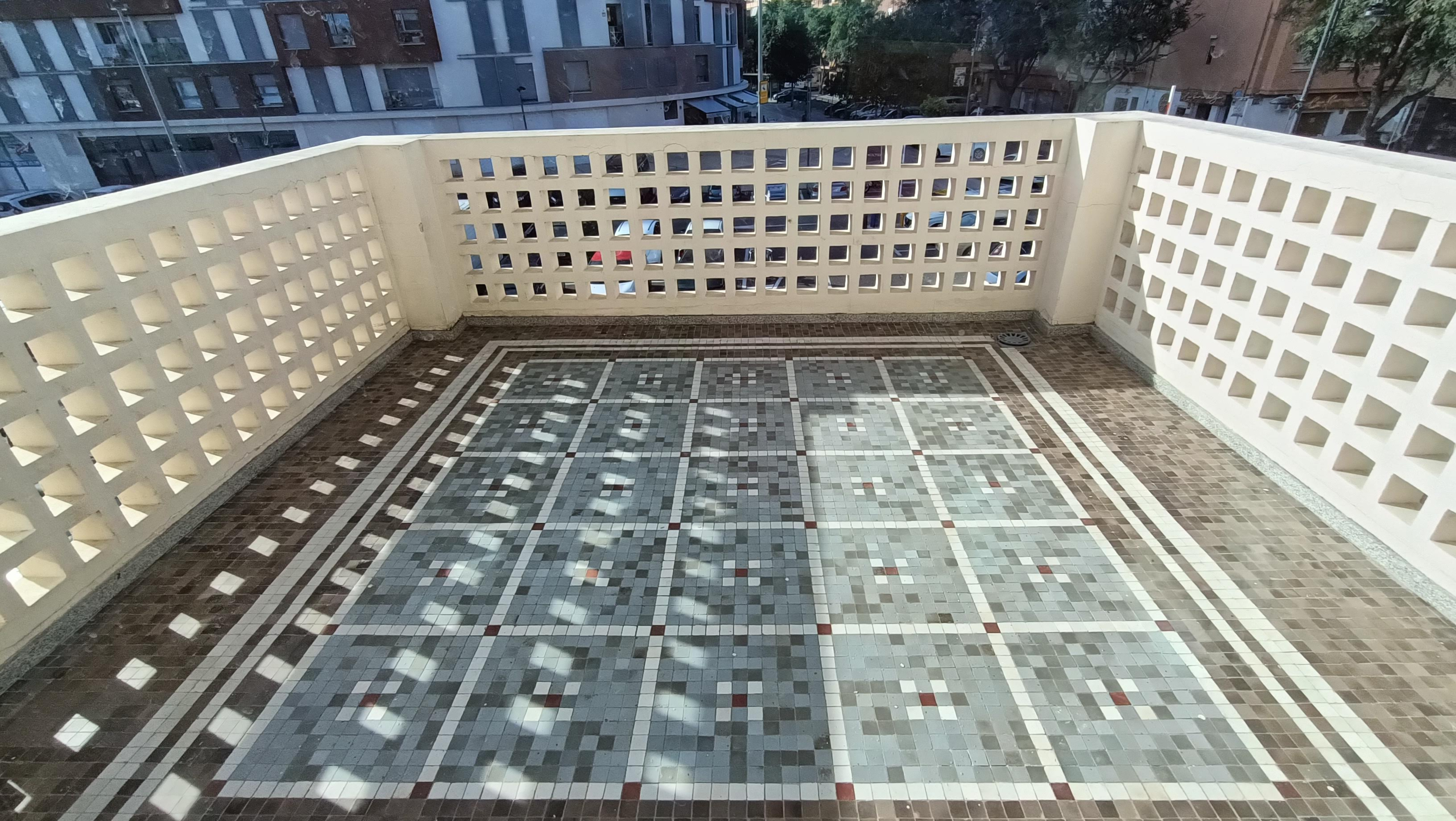
Mosaico Nolla en la terraza exterior.
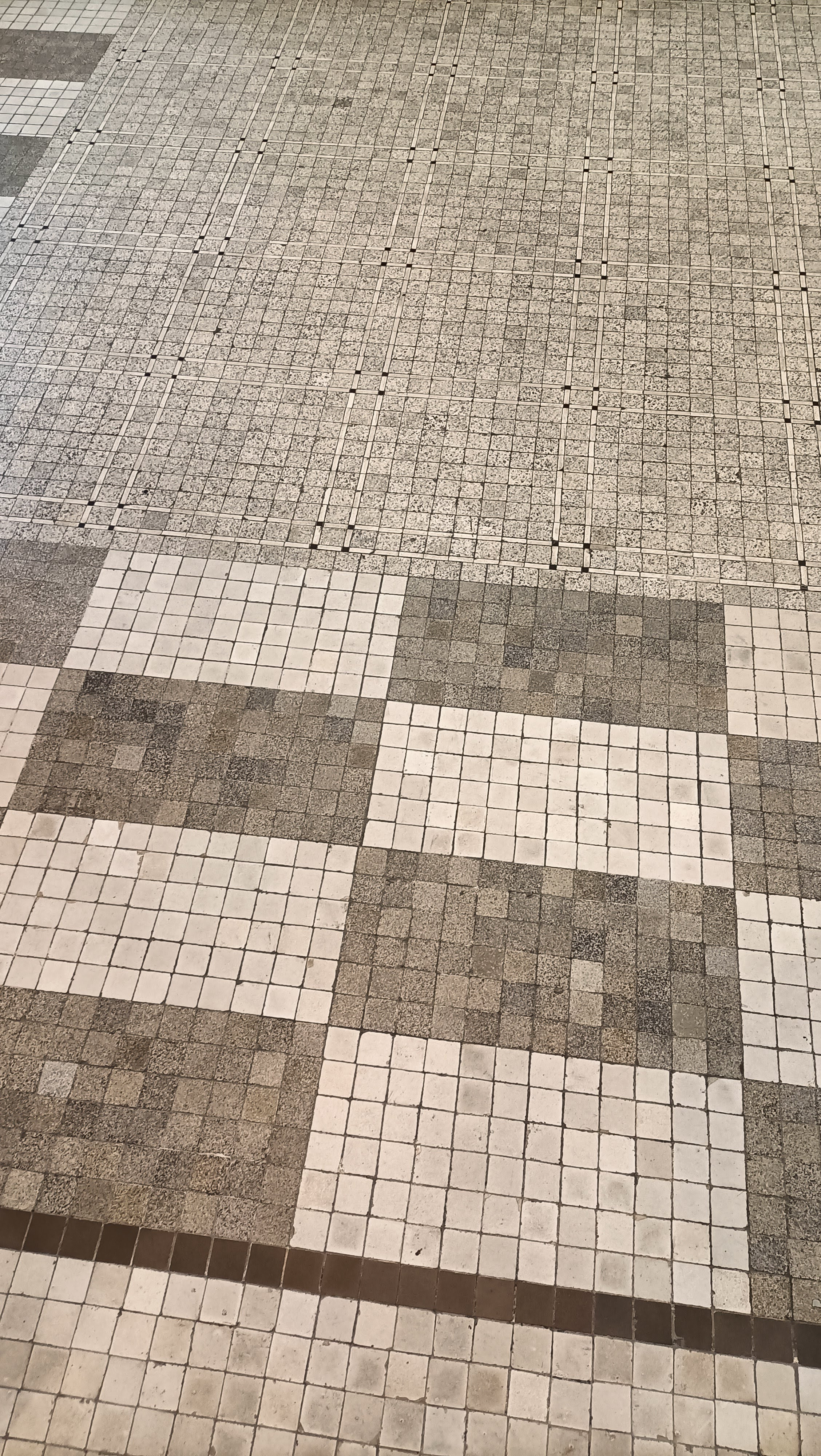
Mosaico Nolla.
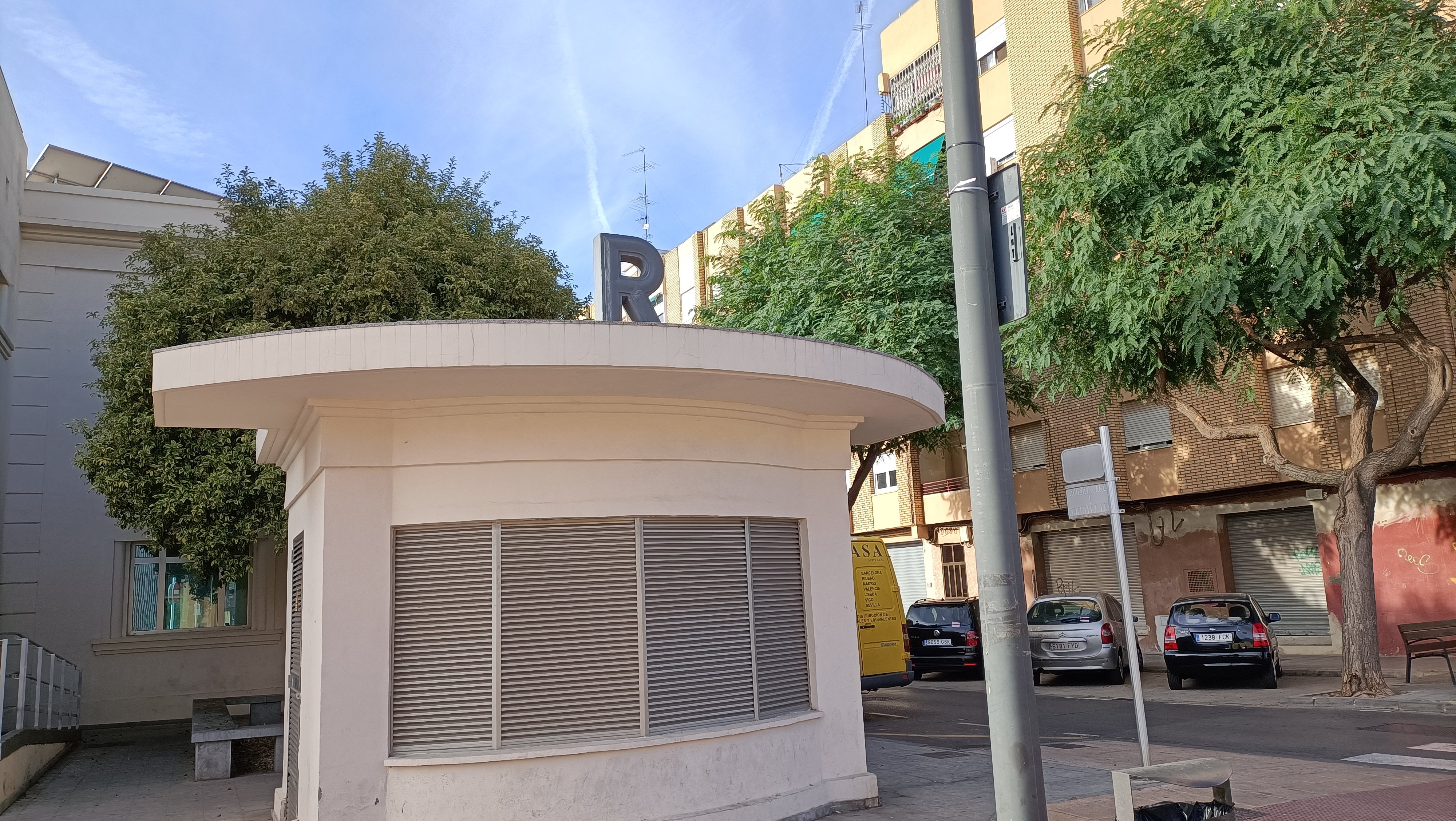
Antiguas oficinas.
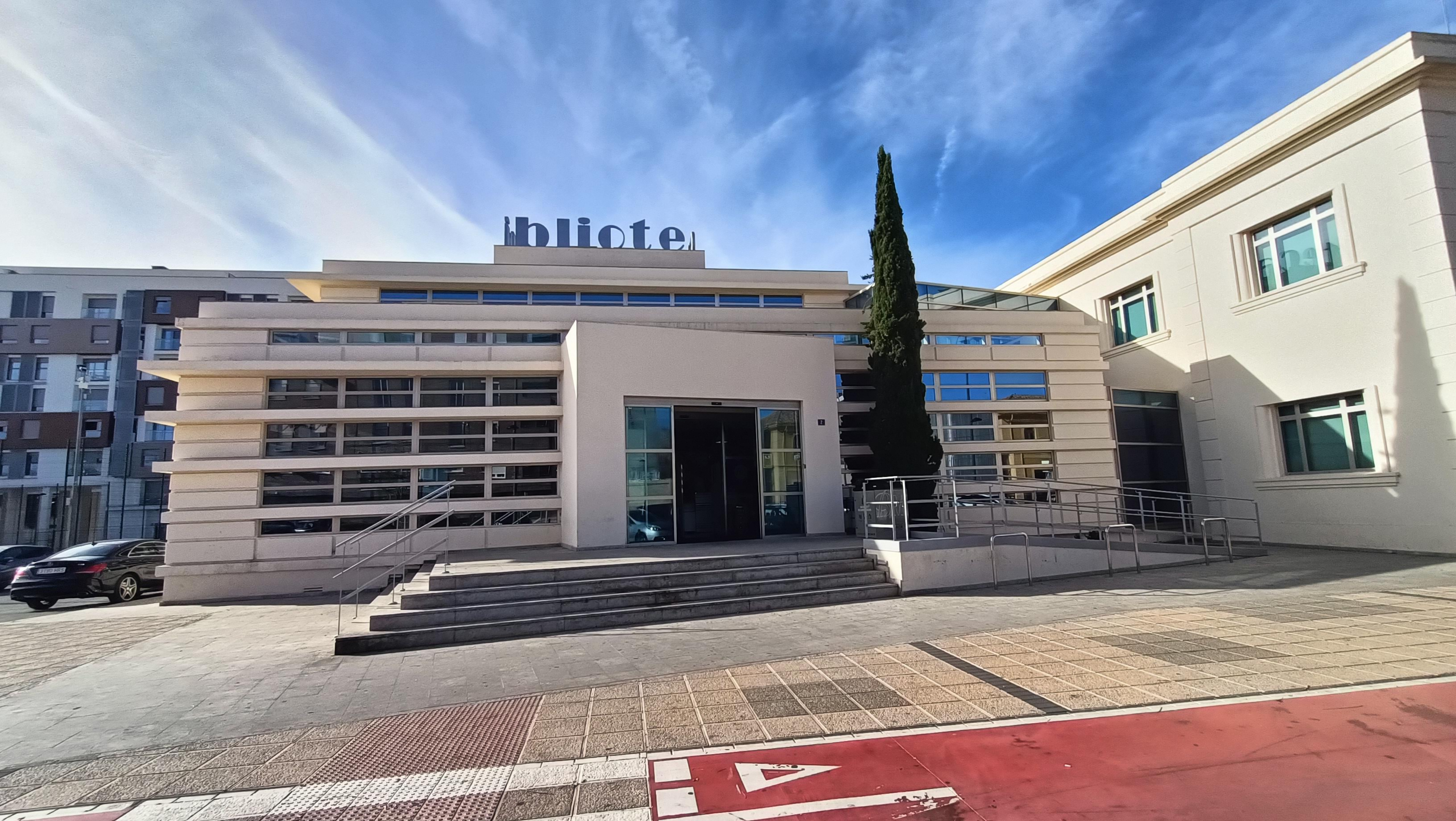
Fachada Biblioteca Municipal .

A la salida, en un pequeño jardín, se conserva la báscula original que se utilizaba para pesar los camiones en Refracta y el antiguo edificio de la báscula, donde el personal de la fábrica colgaba las chapas de identificación cuando se marchaba, tras haber cumplido su jornada laboral. Sobre el mismo, se ha instalado una de las ‘R’ originales del rótulo de Refracta.
Actualmente se conserva el pabellón de oficinas que se encuentra protegido como Bien de Relevancia Local que ha sido integrado dentro de la construcción de la nueva Biblioteca Pública Municipal Enric Valor de Quart de Poblet, según el proyecto del arquitecto Salvador Vila, arquitecto conservador de Santa María de la Valldigna y de la Catedral de Valencia, y uno de los arquitectos valencianos más relevantes en cuanto a recuperación del patrimonio.
La nueva sede de la biblioteca municipal se inauguró el 26 de abril de 2013. En la construcción de esta nueva biblioteca hay que destacar el trabajo de rehabilitación y conservación del edificio de las antiguas oficinas de Refracta, destacado referente del patrimonio arquitectónico industrial de Cuart de Poblet.

## Proyecto urbanístico
Era evidente que la industria, que se había quedado inmersa en el núcleo urbano residencial, debía ser trasladada. Para ello se organizó un Programa de Actuación Urbanística en esta zona industrial del municipio. Al tiempo se preparó el propio desarrollo urbanístico que permitiría el cambio de uso de industrial a residencial de la manzana, y se diseñó un Plan Parcial que ocupaba la totalidad de la manzana, que recibió el nombre de “La Gran Manzana”. En dicha zona se ubicó la estación de Metro de Cuart de Poblet, por lo que en un corto espacio de tiempo se renovó la totalidad del ámbito, soterrando la infraestructura ferroviaria y liberando en la zona un espacio libre que sería ejecutado con la urbanización de Refracta.
Con el Programa de Actuación Urbanística la manzana de Refracta liberó una zona de actividad industrial y generó espacio libre en una zona muy próxima al centro neurálgico de la población. Se ejecutaron obras de apertura del vial Reverendo José Palacios, con zona verde y espacios libres entre las Antiguas Oficinas de la Fábrica de Refractarios Especiales que actualmente acoge la Biblioteca Municipal, y la parada de Metro.
El Ayuntamiento de Cuart de Poblet inauguró en 2013 el nuevo edificio de la Biblioteca Municipal Enric Valor, instalación que alberga los 50 000 documentos de la antigua Biblioteca. El proyecto fue realizado por el arquitecto Salvador Vila, supuso una inversión de dos millones y medio de euros, financiados por la Generalidad Valenciana. El nuevo edificio es la preserva el patrimonio local, al estar integrada la biblioteca en el edificio que albergó las oficinas de la antigua factoría de Refractarios Españoles, S. A., muestra de la arquitectura industrial del XX.
La factoría Refracta tenía una chimenea industrial de ladrillo construida en 1944 y que no se ha conservado. Según los estudios de López Patiño, es obra de José María Ferrer Pons, natural de Meliana y trabajador de la fábrica Nolla de la misma población. Cabe recordar que en el interior de las oficinas de Refracta se instaló y se conserva el mosaico producido en la fábrica Nolla. Es factible que la chimenea se construyera en los años 40 del XX. La chimenea de Refracta destacaba por ser cilíndrica, caso único en Cuart de Poblet y en la comarca, dado que el resto son de perfil octogonal. Además, era de ladrillo refractario y tenía el fuste reforzado con anillos metálicos.